# Casa de Waldburg

Escudo de armas de Waldburg.

La Casa de Waldburg es una familia principesca de la Alta Suabia, fundada en un tiempo previo al siglo XII; los linajes cadetes son familias condales.
Everardo de Tanne-Waldburg (?-1234) fue el administrador, o senescal, y consejero de los duques de Suabia de la Casa de Staufen, y, más tarde, el consejero del emperador Federico II. Durante la sublevación contra los Staufen, él y su hermano Federico von Tanne tomaron bandos opuestos. A Federico lo mataron en 1197 en Montefiascone, y Everardo se convirtió en el tutor de su sobrino Enrique hasta 1220. Más adelante, él y su sobrino administraron Suabia durante la ausencia de los emperadores. Se le confiaron las insignias imperiales que fueron custodiadas en Waldburg de 1220 a 1225, y de aquí el nombre de «senescal», o «administrador». Everardo fue el padre fundador de las líneas de Waldburg, y de él descienden las líneas medievales, modernas tempranas y actuales.

## Historia

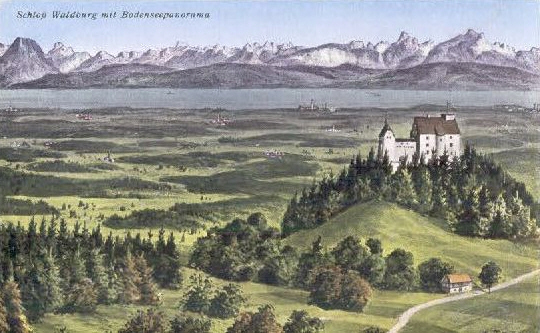
Castillo de Waldburg en la región oriental del Lago de Constanza.

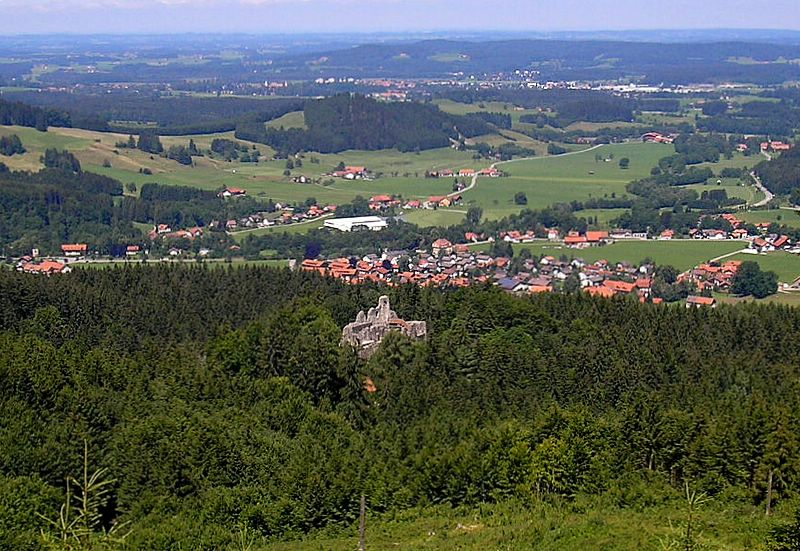
Ruinas del castillo de Alttrauchburg.

### Alttrauchburg
En 1258, el feudo del castillo de Alttrauchburg fue dado a los senescales de Waldburg, quienes lo compraron por completo en 1306 del conde, quien estaba endeudado. La estructura central tipo torre fue ampliada. Al sur, la prolongada muralla exterior fue unida a su fuerte y rectangular torre avanzada.
Como resultado, los Waldburg vivieron principalmente en el castillo o l dejaron para ser administrado por vogts (1418 Hans von Mühlegg). En 1429, el Trauchburg pasó a manos de la línea jacobina de la familia. Algunos de sus señores son referidos en la fuentes como «malos administradores», es decir, estaban en constantes dificultades financieras.
Como resultado de haber sido conquistado y sufrir daños en varios conflictos, el castillo de Alttrauchburg fue ampliado y fortalecido en el siglo XVI y renovado para ser la sede representativa de un señorío y gobierno territorial. En 1628, los Waldburg se convirtieron en condes imperiales y se trasladaron en 1690 a su palacio (schloss) en Kißlegg, abandonando su sede en Trauchburg y utilizándolo como cantera para el nuevo palacio de Kißlegg.
En 1772, la línea jacobina de los Waldburg se extinguió con el conde Francisco Carlos Eusebio. El territorio pasó a la línea de los condes de Waldburg-Zeil, y el castillo sigue en posesión de esta familia actualmente.

## Miembros notables

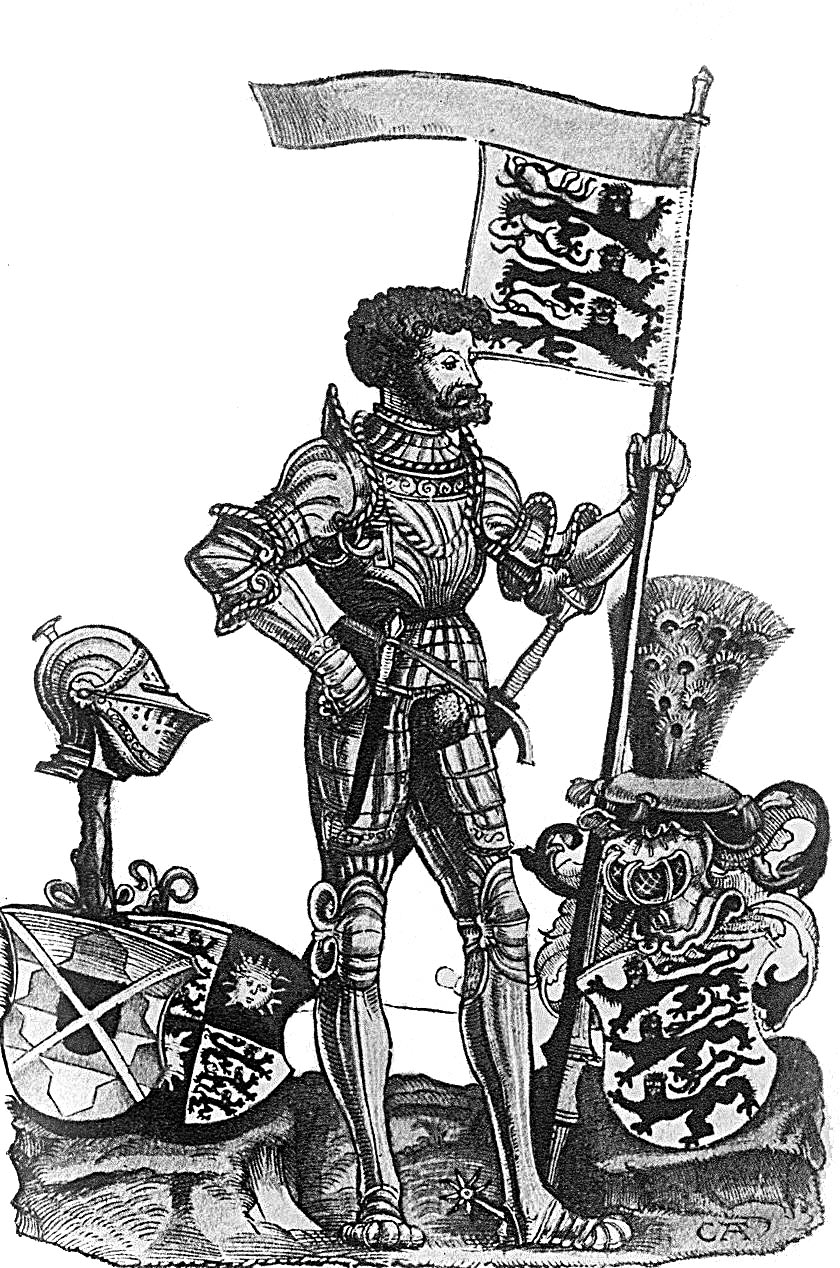
El senescal Georg von Waldburg derrotó al ejército campesino en 1525.

- Senescal Jorge de Waldburg (25 de enero de 1488-29 de mayo de 1531), también conocido como «Bauernjörg». Nació en Waldsee, siendo el hijo de Johannes Waldburg y Helene, condesa de Zollern. En Böblingen, el 12 de mayo de 1525, en una de las batallas más sangrientas de la Guerra de los campesinos alemanes, Georg von Waldburg atacó a una fuerza de 15 000 campesinos armados, matando a 3000 de ellos. Contrajo matrimonio con Apolonia von Waldburg-Sonnenberg en 1509; y, por segunda vez, con María von Oettingen (11 de abril de 1498-18 de agosto de 1555).[2]
- Senescal Otón de Waldburg.
- Senescal Cristóbal de Waldburg (d. 1612).
- Senescal Gebhard de Waldburg (1546-1601), arzobispo y príncipe-elector de Colonia (1577-1588).
- Senescal Carlos de Waldburg (1547-1593).

## Familias condales
- Waldburg-Waldburg
- Waldburg-Capustigall
- Waldburg-Wurzach
- Waldburg-Sonnenburg
- Waldburg-Friedburg-Scheer
- Waldburg-Wolfegg-Zeil
- Waldburg-Waldsee
- Waldburg-Scheer
- Waldburg-Trauchburg
- Waldburg-Wolfegg
- Waldburg-Zeil

## Castillos notables

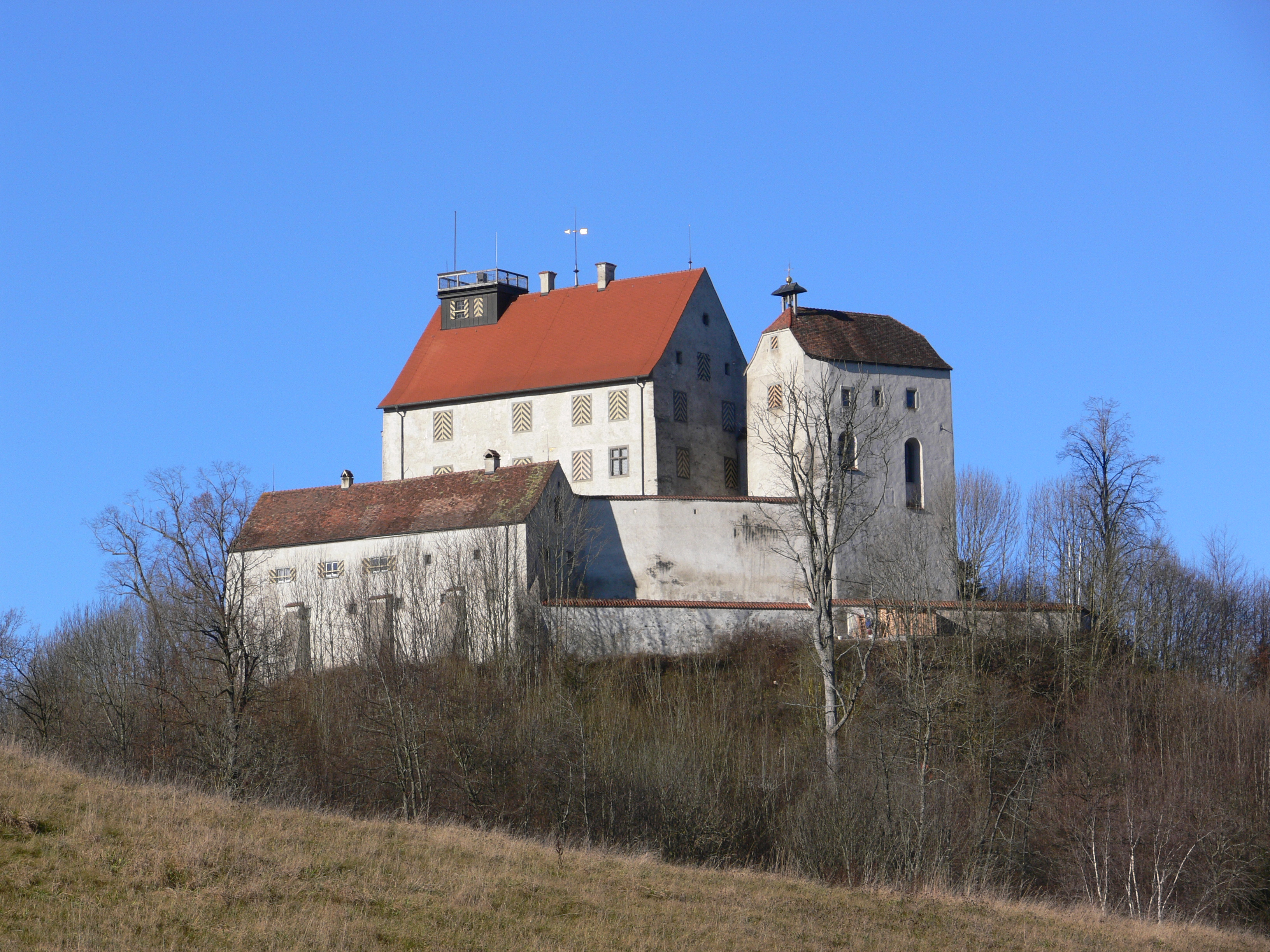
Castillo de Waldburg
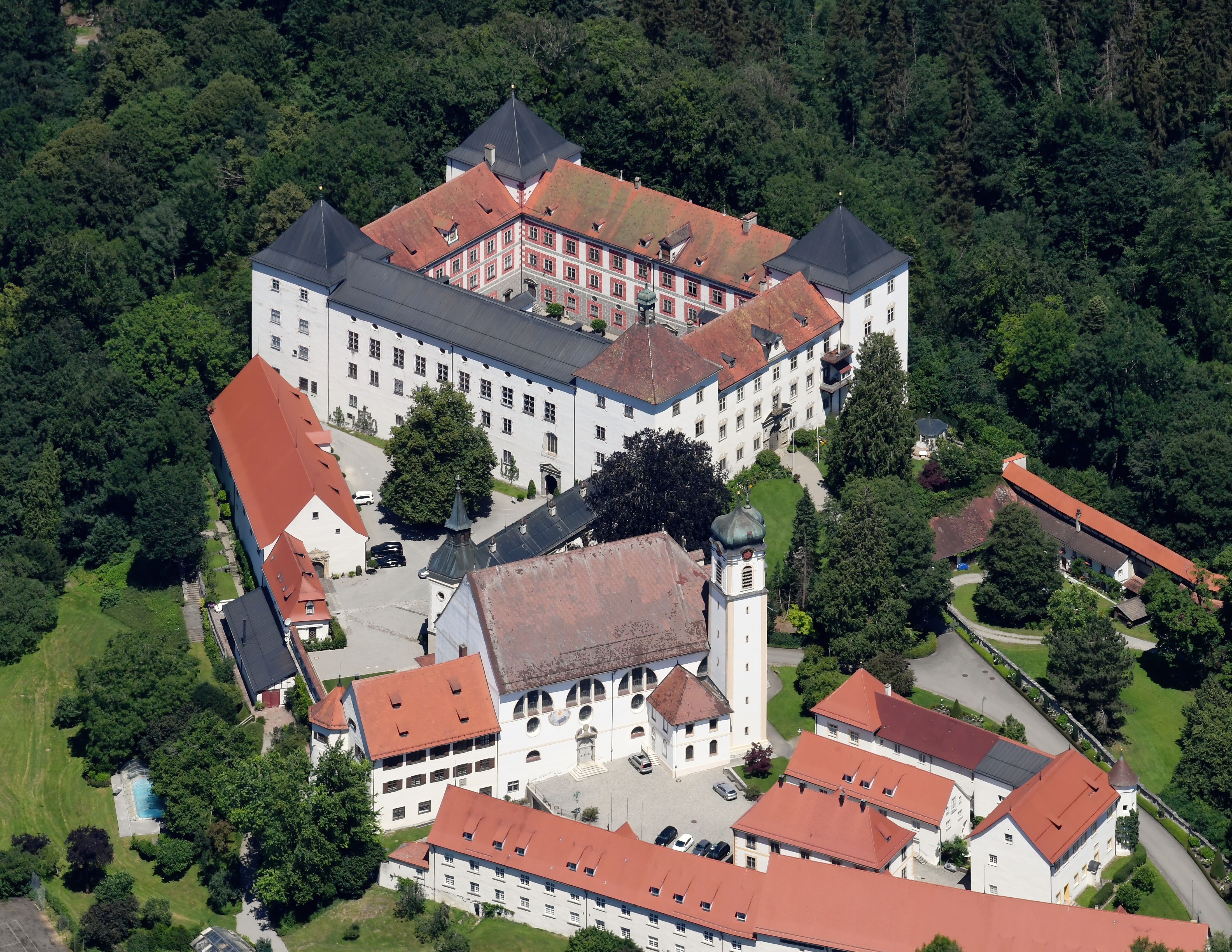
Castillo de Wolfegg
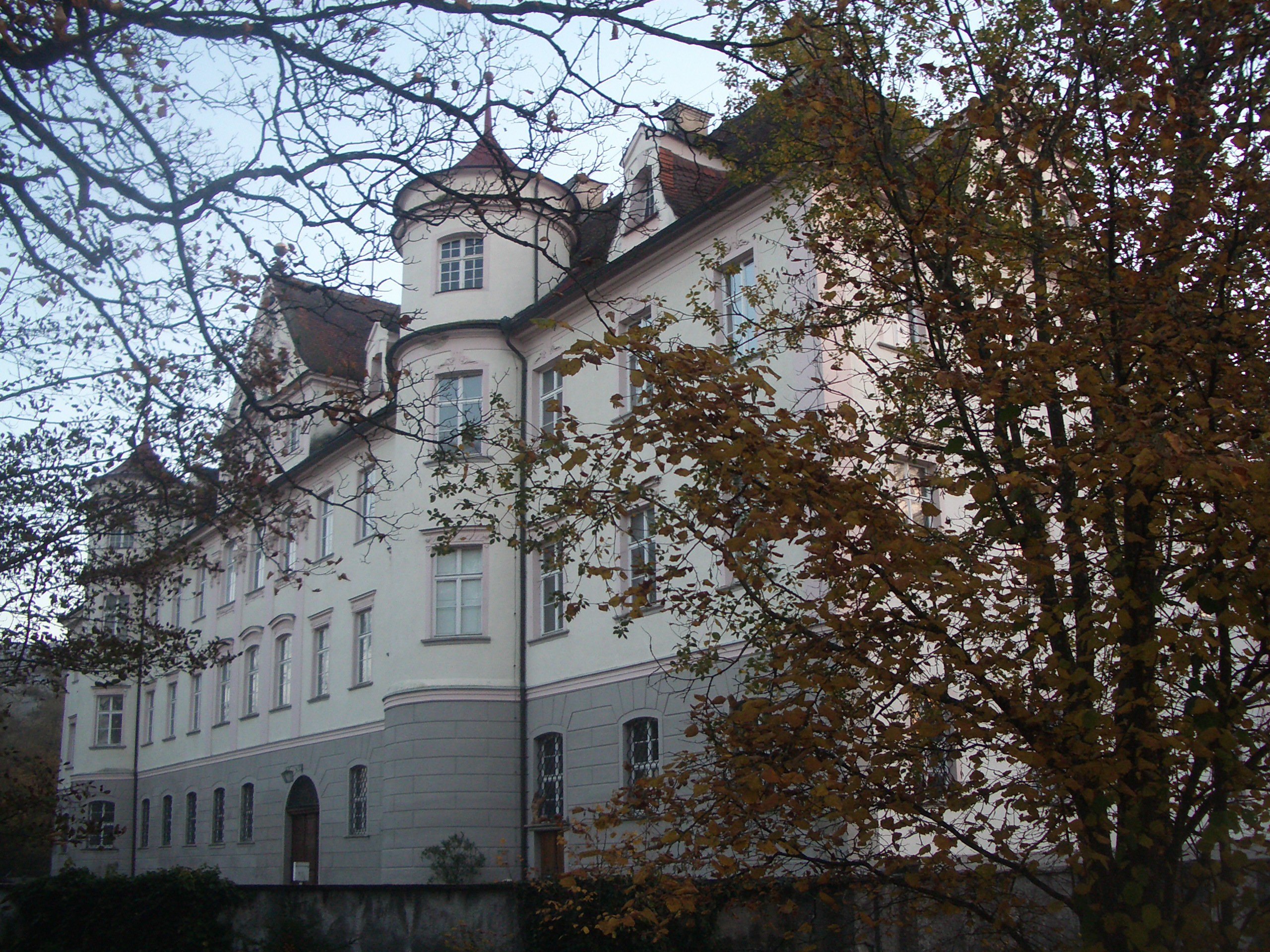
Palacio de Waldsee
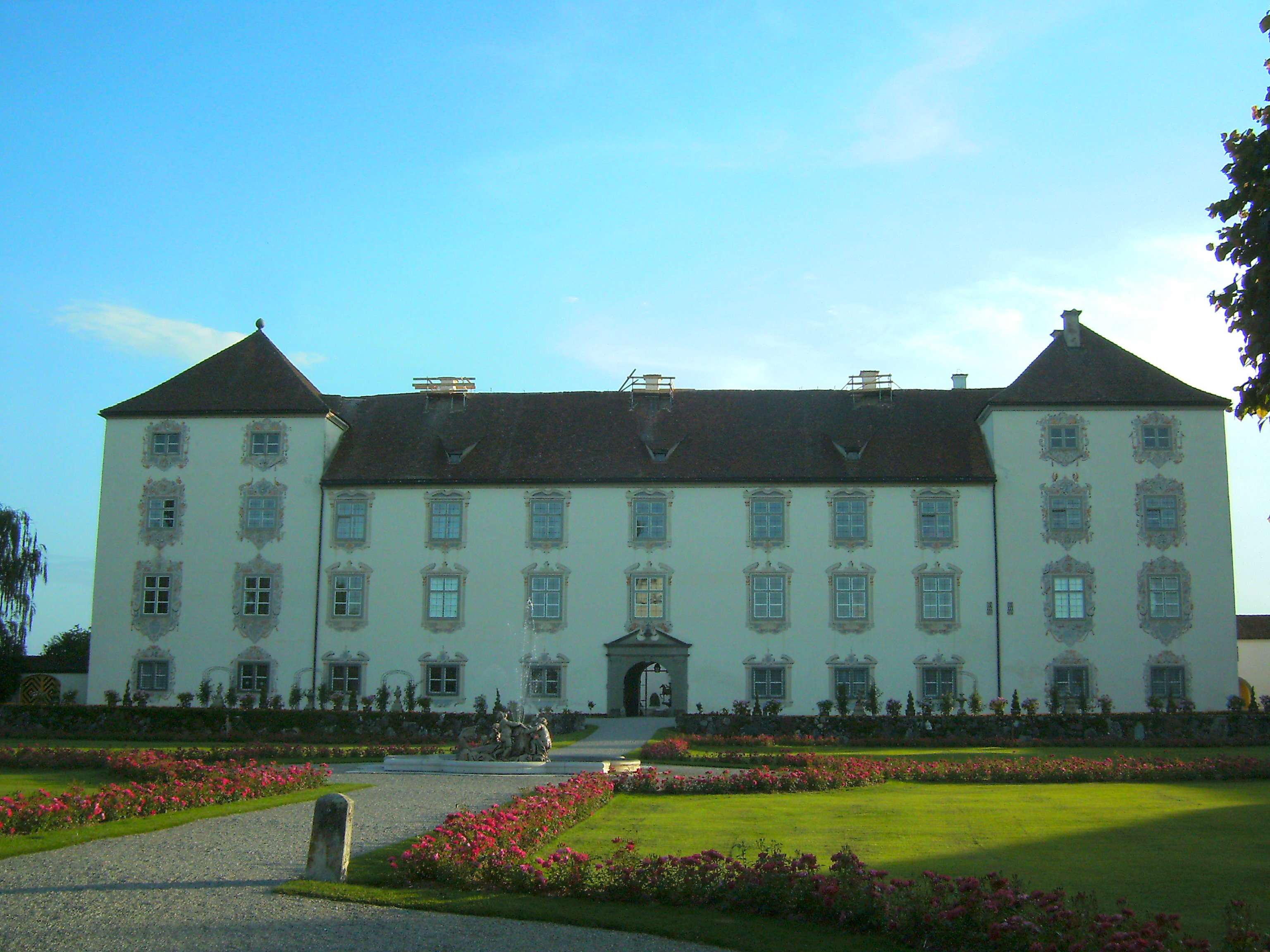
Palacio de Zeil, cercanías de Leutkirch
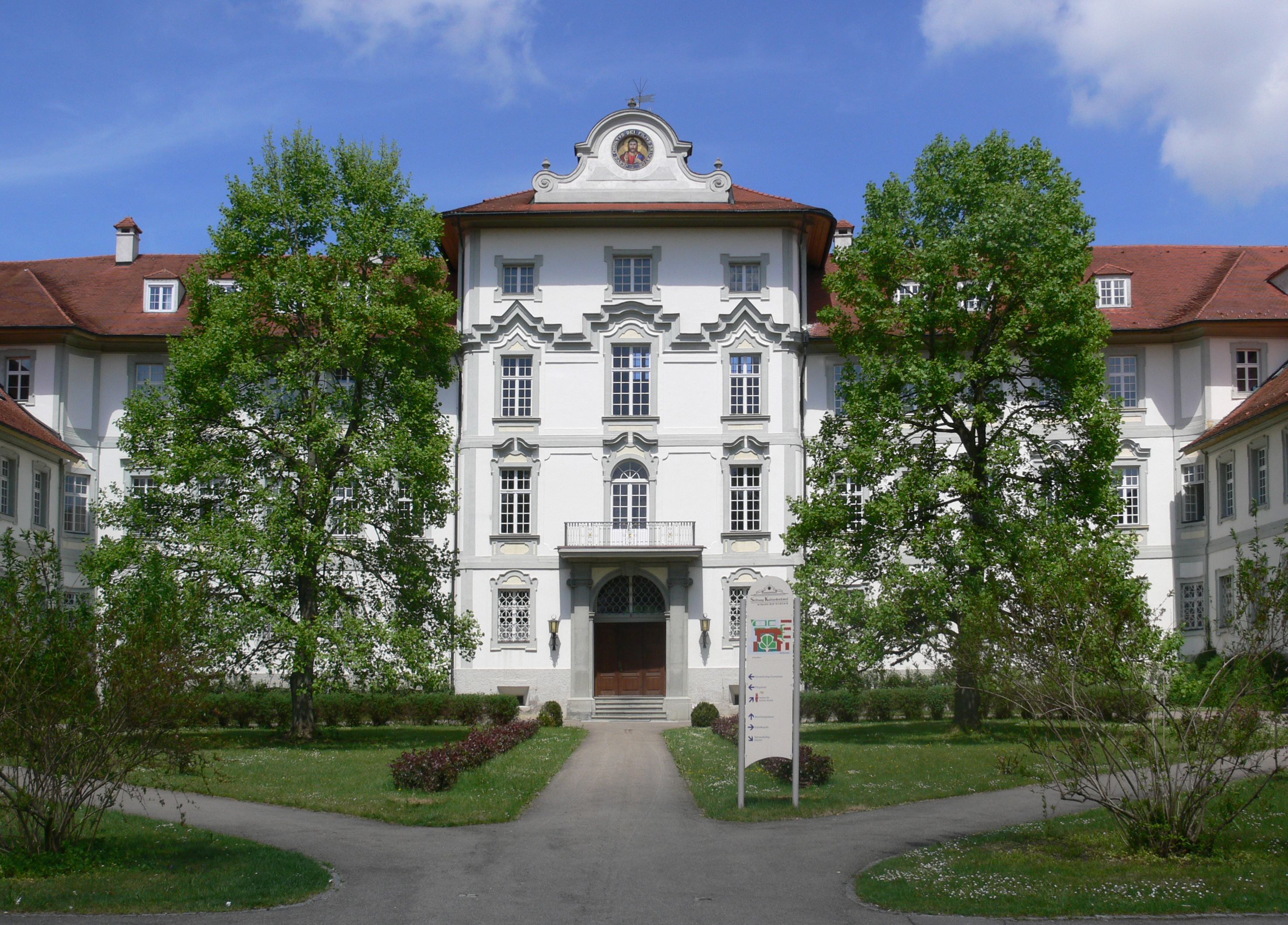
Fachada del palacio de Wurzach
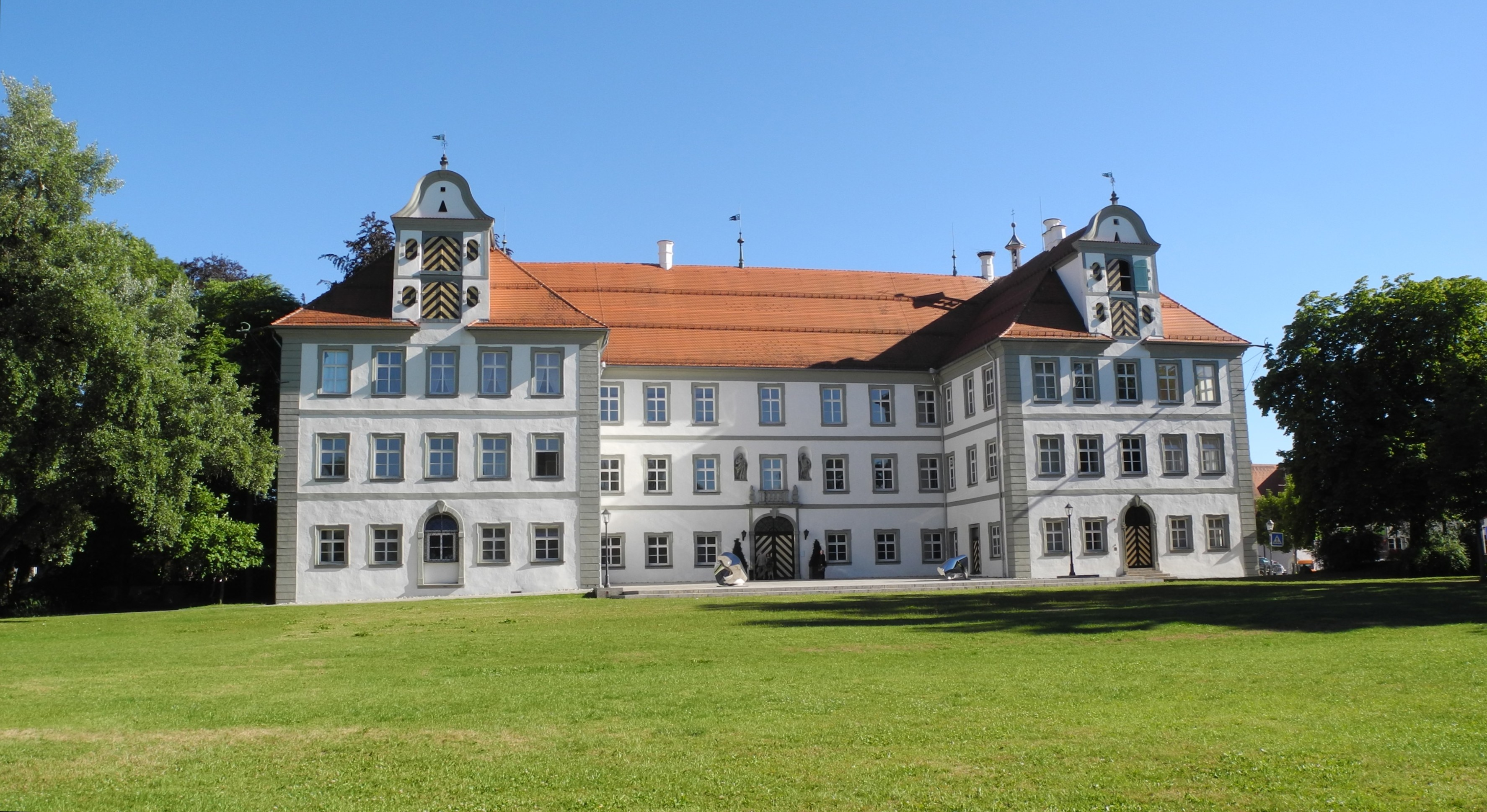
Nuevo palacio de Kißlegg
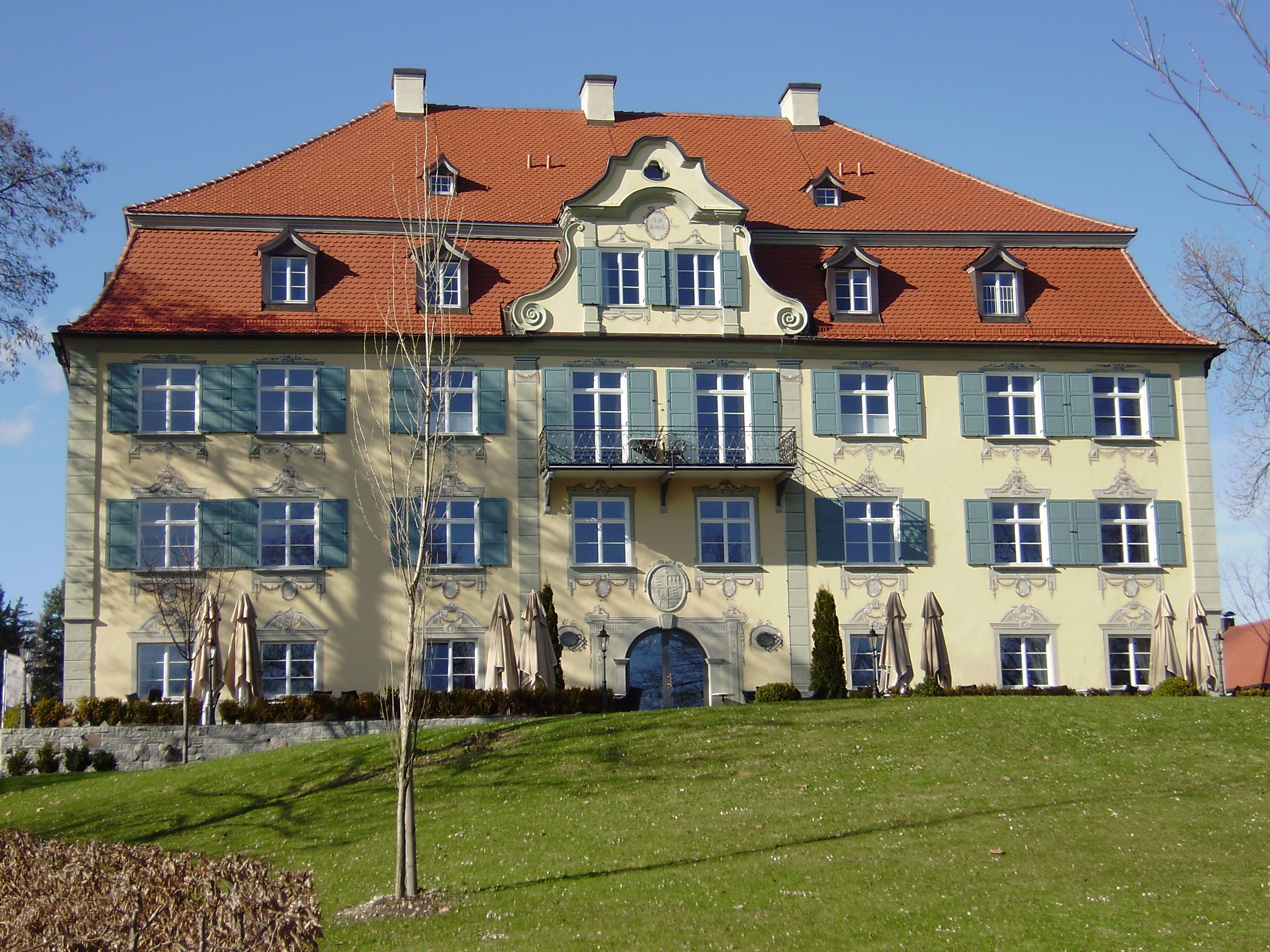
Palacio de Neutrauchburg
Palacio de Hohenems, Austria